# Kyūshū (regija)
Regija Kyūshū (japanski: 九州方 Kyūshū-chihō) je regija na Kyūshūu, najvećem otoku države Japana, otočju Ryū Kyū, otoku Tsushimi, otočju Gotō, otočju Daitōu i otocima Satsunan. Regija obuhvaća osam prefektura: Fukuoku, Kagoshimu, Kumamoto, Miyazaki, Nagasaki Oitu, Okinawu i Sagu. 

## Administrativna podjela
Regija Kyushu podijeljena je u osam prefektura. Dio prefektura ne prostire se samo na Kyushuu. Kaghoshima je djelimice na Kyushuu i otočju Ryukyu, a Okinawa je u potpunosti izvan Kyushua.
- Fukuoka
- Kagoshima
- Kumamoto
- Miyazaki
- Nagasaki
- Oita
- Okinawa
- Saga